# .gs
.gs là tên miền quốc gia cấp cao nhất (ccTLD) của Nam Georgia và Quần đảo Nam Sandwich.
.gs là một thành viên của CoCCA, một nhóm các tên miền quốc gia sử dụng một chính sách đăng ký và giải quyết tranh chấp chung, ngoài.gs còn có các tên miền .af, .cx, .nf, .ki, .tl, .mn, .dm, và .mu.